# ラクスジェン・7MPV
ラクスジェン・7MPV（Luxgen 7MPV ）は台湾の自動車メーカー・裕隆汽車がラクスジェンブランドで発売するMPV（ミニバン）タイプの乗用車。2014年の改良時に「M7ターボ」へ改称された。
本項では上級モデルのラクスジェン・7CEO（Luxgen 7CEO）、派生モデルのラクスジェン・V7ターボ（Luxgen V7　TURBO）ついても併せて説明する。

## 概要
裕隆汽車は2009年に独自のプレミアムブランドである「ラクスジェン」を立ち上げ、「7 MPV」は同年9月にブランド第1号モデルとして登場した。メカニズムはルノー・エスパスと共通の車台に2.2リッターエンジンにハネウェル製「ギャレット」タービン内蔵のターボチャージャーを搭載。トランスミッションはアイシンAW（現:アイシン）製5速AT。
内装ではHTCと共同開発したカーパソコン「Luxgen Think+ System」やJBL製スピーカーを搭載。
電気自動車となる「Luxgen M7 EV+」の開発も進められ、企業や自治体向けにリース販売されている。
2014年4月、大幅なフェイスリフトを行うとともに、名称を「M7 TURBO」に改称。
2015年6月23日、マイナーチェンジ。車名が「M7 TURBO ECO HYPER」に変更された。エンジンは排気量こそ2.2Lに変わりはないが、ロングストローク化による出力と燃費向上の両立を実現させている。また、サスペンションのセッティングを大幅に見直すことで、操安性と乗り心地の向上を図っている。尚、開発には水野和敏が参画している。
尚、中国市場においても東風裕隆を通じて「大7 MPV」の車名で販売される。

## 7CEO
「7MPV」の上級モデルでメカニズムは共通だが定員は4人。後部座席をオットマン付きの本皮製フルリクライニングシートとし、運転席列と第2列の間に仕切りガラスを組み込んだ上でその上段に10.2型液晶モニターを設置するなどのリムジン仕様となっている。
台湾仕様はマイナーチェンジで生産を終了したが、中国市場においては引き続き「MASTER CEO」の車名で販売される。

## V7ターボ
2016年5月、M7ターボをベースにスロープとハイルーフを標準装備し、車椅子のままでの乗車を可能としたV7ターボを発表し、販売を開始した。